# Nhà tắm Thổ Nhĩ Kỳ

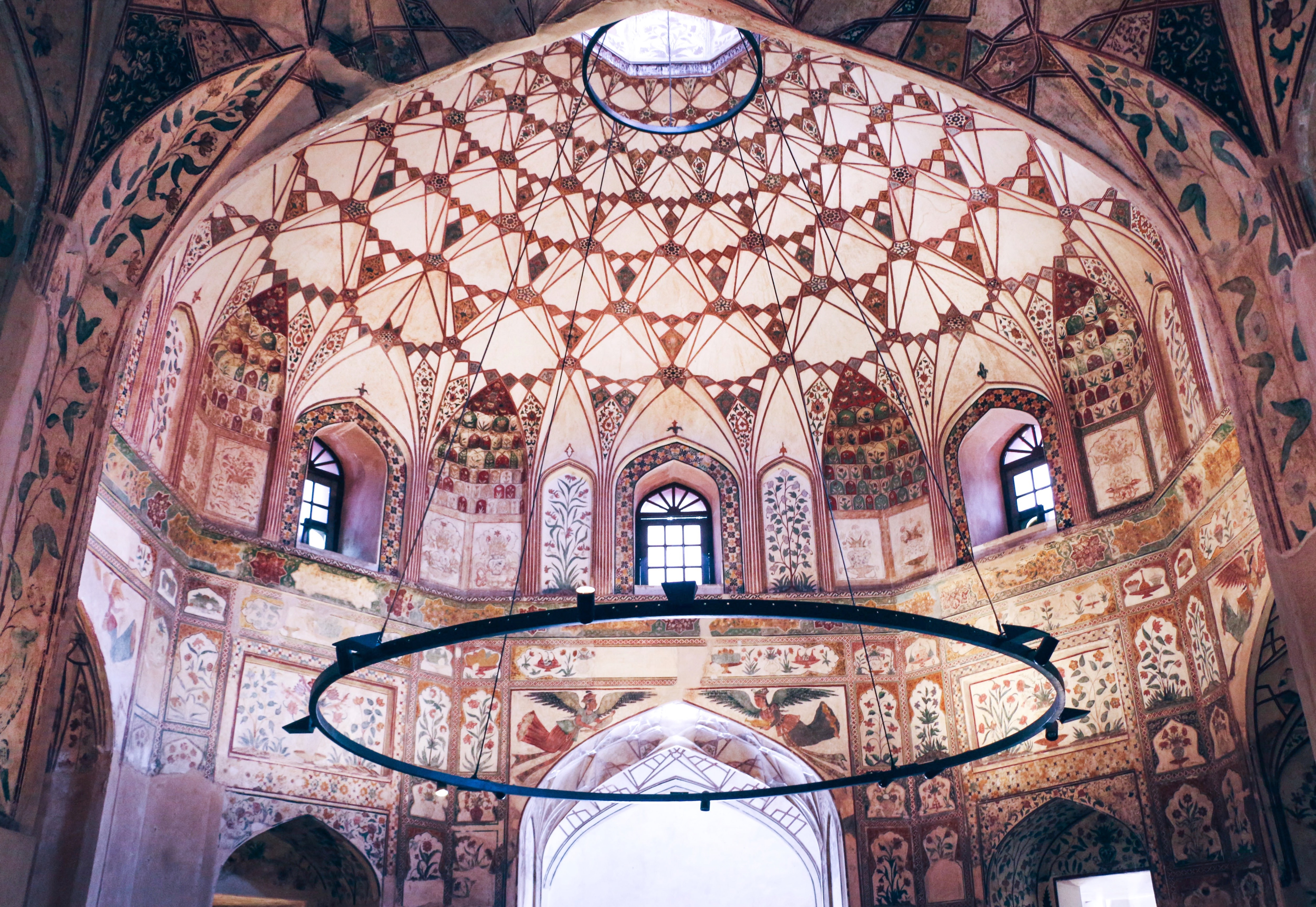
Shahi Hammam thế kỷ 17 ở Lahore, Pakistan được trang trí công phu với những bức bích họa thời Mughal.

Nhà tắm Thổ Nhĩ Kỳ (tiếng Thổ Nhĩ Kỳ: hamam, tiếng Ả Rập: حمّام, đã Latinh hoá: ḥammām) là một địa điểm tắm công cộng gắn liền với văn hóa của Đế chế Ottoman và rộng rãi hơn là thế giới Hồi giáo. Một biến thể của nó như là một phương pháp làm sạch và thư giãn đã trở nên phổ biến trong thời đại Victoria, và sau đó lan rộng qua Đế quốc Anh và Tây Âu. Các tòa nhà tương tự như thermae (phòng tắm La Mã). Không giống như phòng tắm hơi của Nga (banya), sử dụng hơi nước xung quanh, phòng tắm Thổ Nhĩ Kỳ tập trung vào nước.
Bồn tắm này tương tự như một phòng tắm hơi, nhưng có liên quan chặt chẽ hơn với các thực hành tắm gội thời Hy Lạp và La Mã cổ đại. Nó bắt đầu bằng việc thư giãn trong một căn phòng được sưởi ấm bởi một luồng không khí nóng, khô liên tục, cho phép người tắm tự do để ra mồ hôi. Người tắm sau đó có thể chuyển đến một căn phòng thậm chí còn nóng hơn trước khi họ tắm trong nước lạnh. Sau khi gột rửa toàn thân và được massage, cuối cùng, người tắm về phòng làm mát để thư giãn.

## Nhà tắm Thổ Nhĩ Kỳ trong nghệ thuật và theo quan điểm phương Tây
Hammam Ả Rập nói chung không được nghiên cứu rộng rãi giữa các học giả phương Tây. Trong các tác phẩm tồn tại, hammam thường được miêu tả là một nơi của sự buông thả tình dục, sự khinh miệt và bí ẩn. Những tư tưởng phương Đông này vẽ "người khác" Ả Rập là huyền bí và gợi cảm, thiếu đạo đức so với các chuẩn mực phương Tây. "Phương Đông" được coi là lạc hậu và ngược lại với sự tinh tế của phương Tây.
Một bức tranh nổi tiếng của Jean Auguste Dominique Ingres, Le Bain Turc ("The Turkish Bath"), mô tả những không gian này là huyền diệu và tình dục. Có một vài người phụ nữ chạm vào nhau hoặc gợi cảm trong khi một số điệu nhảy theo nhạc được chơi bởi người phụ nữ ở trung tâm bức tranh. Các nghệ sĩ nam phương Tây cho phép trí tưởng tượng của họ chạy tự do.

Jean Auguste Dominique Ingres: The Turkish Bath, 1862 (Louvre, Paris)
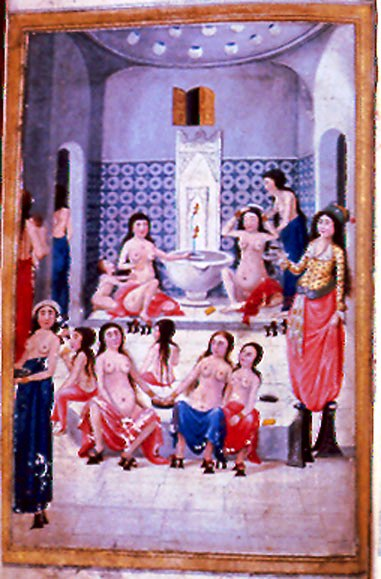
Phòng tắm của phụ nữ, minh họa từ Husein Fâzıl-i Enderuni's Zanan-Name, thế kỷ 18
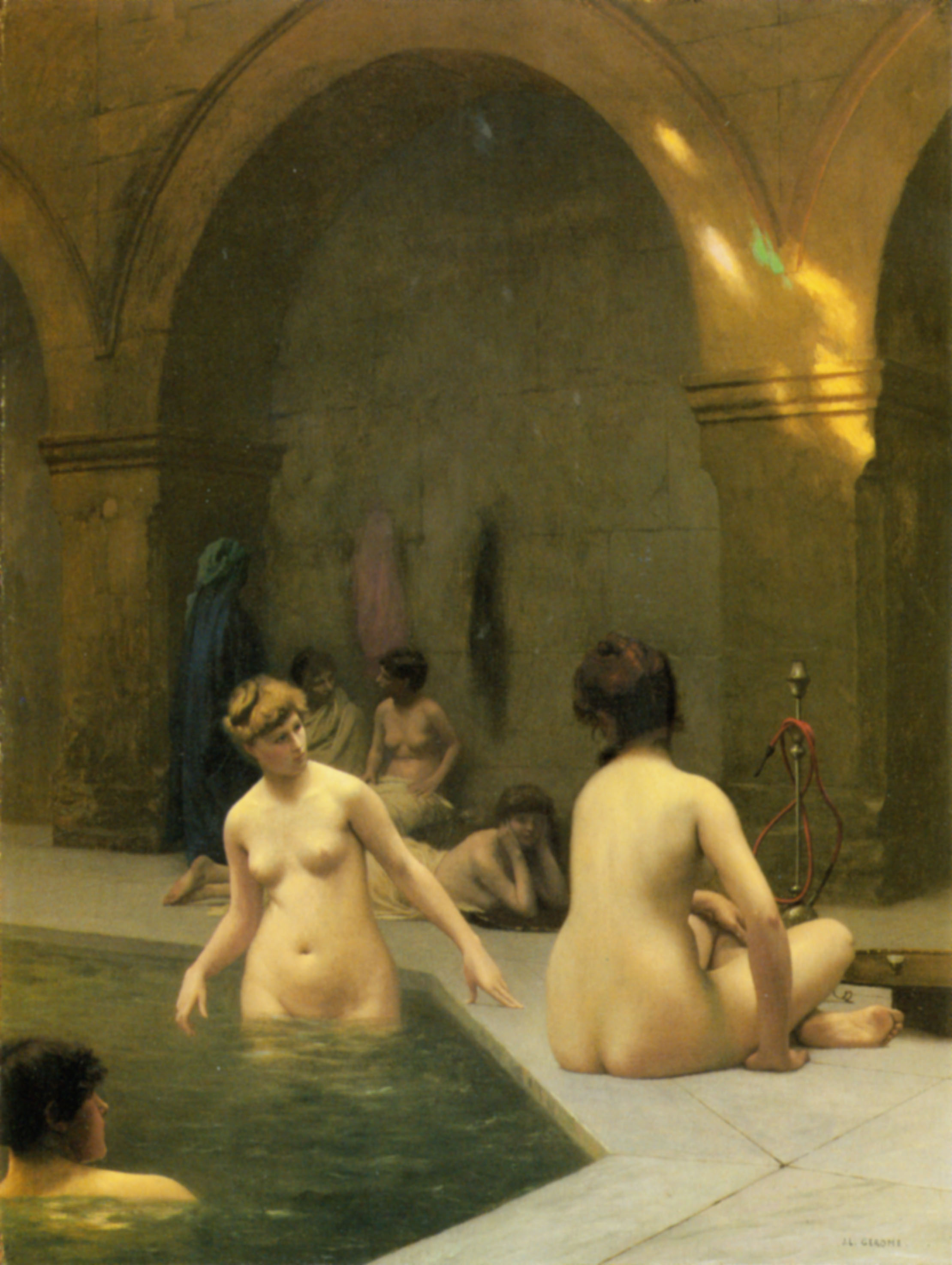
Baigneuses, bởi Jean-Léon Gérôme, k. 1889
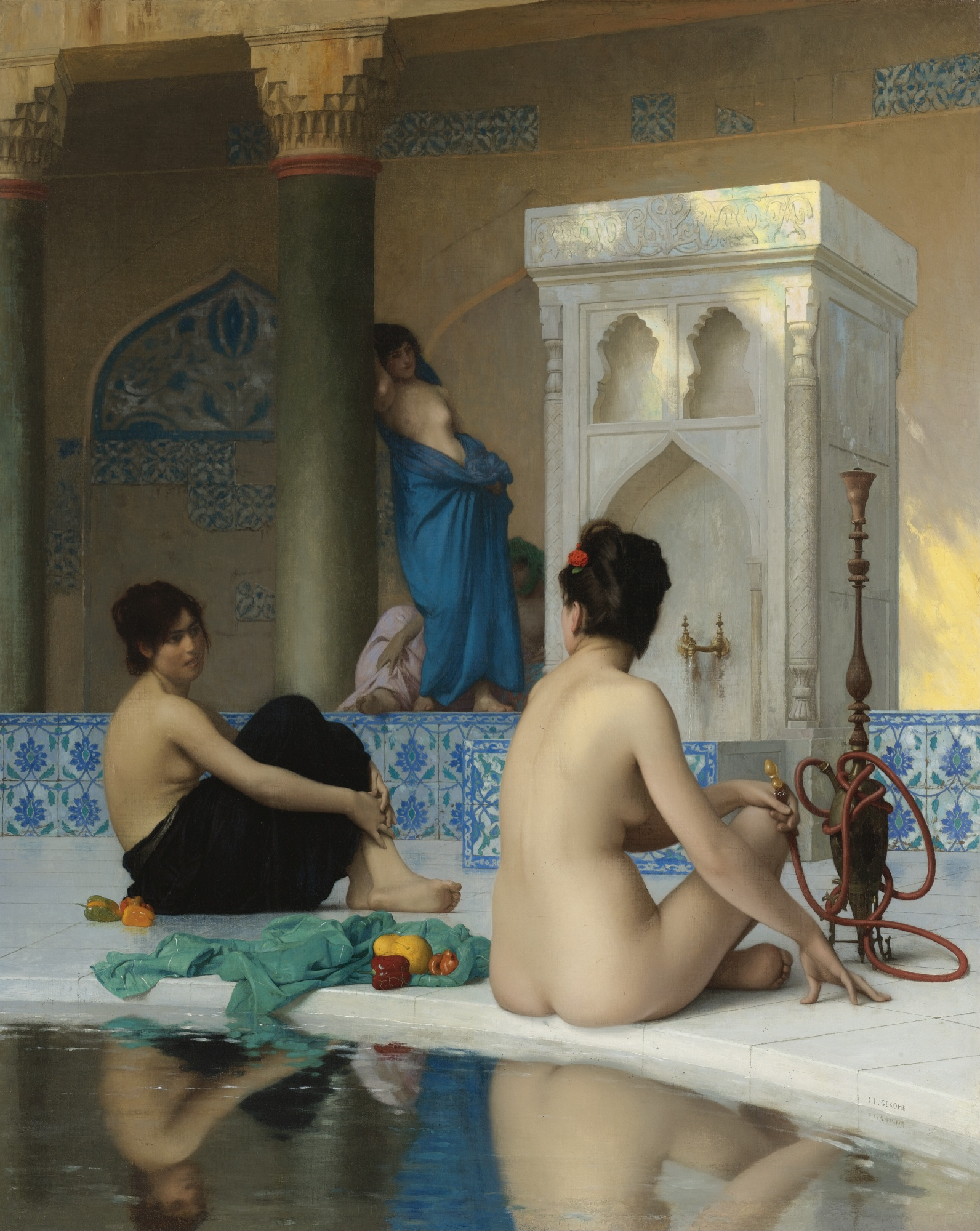
Après le bain, bởi Jean-Léon Gérôme